# Teodor Marchlewski
Teodor Edward Józef Marchlewski (ur. 12 lipca 1899 w Ardwick (Manchester), zm. 27 stycznia 1962 w Krakowie) – biolog genetyk, profesor Uniwersytetu Jagiellońskiego, w latach 1948–1956 rektor tej uczelni, w latach 1952–1956 poseł na Sejm PRL I kadencji z ramienia PZPR.

## Życiorys
Urodził się w rodzinie Leona i Fanny z domu Hargreaves (zm. 1932). Miał młodszych braci Marcelego i Jana, a jego stryjem był Julian Marchlewski. W 1900 przyjechał z rodzicami do Krakowa. Maturę zdał w 1918 w Gimnazjum św. Jacka w Krakowie. W 1922 uzyskał stopień doktora filozofii UJ. Później dzięki stypendiom kontynuował studia w Edynburgu, Utrechcie i Kopenhadze. Habilitował się w 1927, a tytuł profesora uzyskał w 1934. W latach 1938–1940 był dziekanem Wydziału Rolniczego UJ (od listopada 1939 do stycznia 1940 jedynie formalnie, gdyż 6 listopada 1939 w ramach Sonderaktion Krakau został uwięziony przez gestapo i osadzony w obozie koncentracyjnym Sachsenhausen). Wskutek ciężkiej choroby, która w rezultacie spowodowała trwałe kalectwo, został on zwolniony już po kilku miesiącach. W czasie okupacji hitlerowskiej początkowo pracował w gospodarstwie Konary będącym własnością jego ojca, a następnie w latach 1941–1943 działał w Związku Hodowców Bydła Czerwonego Polskiego i w Związku dla Spraw Hodowli Zwierząt. Potem kierował do końca życia Zakładem Genetyki i Ewolucjonizmu. W 1947 jako prorektor UJ potępiał walkę o przywrócenie niepodległości. W latach 1950–1957 był dyrektorem Instytutu Zootechniki w Krakowie. W latach 1949–1952 był czynnym członkiem Polskiej Akademii Umiejętności, a od 1952 członkiem rzeczywistym Polskiej Akademii Nauk, w latach członkiem jej prezydium. W listopadzie 1949 został członkiem Ogólnokrajowego Komitetu Obchodu 70-lecia urodzin Józefa Stalina. 
W 1927 ożenił się z Ewą Kępianką, miał córkę Annę – żonę profesora i rektora UJ Aleksandra Koja. 
Zmarł w Krakowie, pochowany w kwaterze zasłużonych na cmentarzu Rakowickim (kwatera LXVII-płn 1-9).
Materiały archiwalne Teodora Marchlewskiego znajdują się w PAN Archiwum w Warszawie pod sygnaturą III-124.

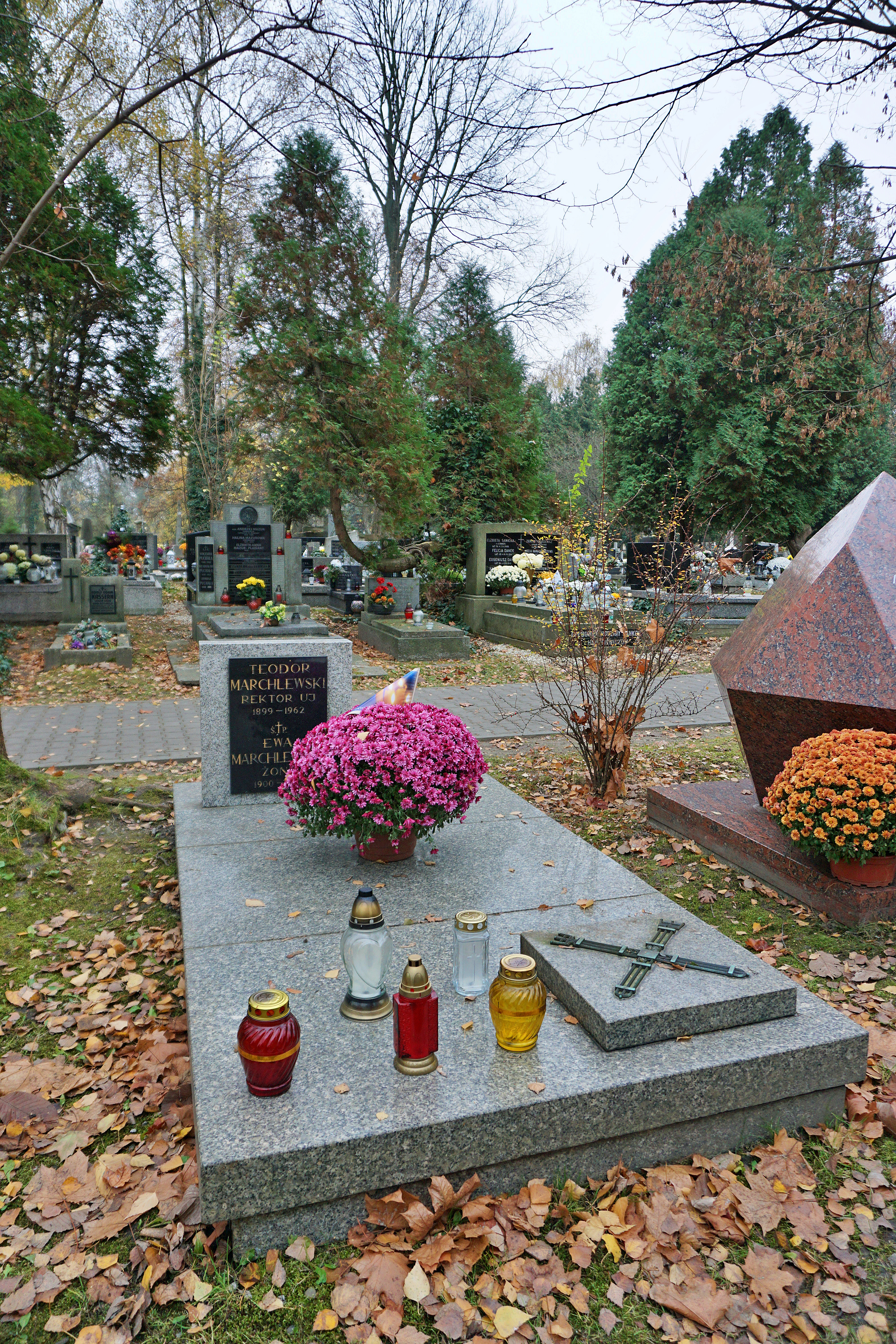
Grób prof. Teodora Marchlewskiego na cmentarzu Rakowickim w Krakowie

## Ordery i odznaczenia
- Order Sztandaru Pracy I klasy (22 lipca 1949)[10]
- Krzyż Komandorski z Gwiazdą Orderu Odrodzenia Polski (19 lipca 1954)[11]
- Krzyż Komandorski Orderu Odrodzenia Polski (22 lipca 1951)[12]
- Medal 10-lecia Polski Ludowej (14 stycznia 1955)[13]

## Nagrody
- Państwowa Nagroda Naukowa I stopnia w dziedzinie nauk matematyczno-przyrodniczych za całokształt dorobku naukowego, a zwłaszcza za najświeższe badania w dziedzinie biologii, ważne dla rozwoju rolnictwa (29 lipca 1950)[14]

## Upamiętnienie
Jest patronem Zespołu Szkół w Trzcinicy.